# Железничка станица Карловачки виногради
Железничка станица Карловачки виногради је бивша железничка станица на прузи Београд—Суботица. Налазила се у насељу Сремски Карловци у општини Сремски Карловци. Пруга се настављала у једном смеру ка Сремским Карловцима и у другом према Чортановцима. Састојала се из два колосека.
Након изградње нове пруге за велике брзине, станица је укинута.